# Planuncus tingitanus
Ectobius vinzi
Espèce
Synonymes
- Ectobius vinzi Maurel, 2012[1]

Planuncus tingitanus est une espèce de blattes de la famille des Blattellidae (ou des Ectobiidae), et de la sous-famille des Ectobiinae.
Décrite d'Afrique du Nord d'où elle est originaire, elle est re-décrite sous un nouveau nom, Planuncus vinzi, lorsqu'elle est trouvée en France en 2012 au gré de son expansion en Europe de l'Ouest et centrale. Ce nom est désormais considéré comme un synonyme junior, son auteur n'ayant pas connaissance des espèces nord-africaines lors de la découverte de la population envahissante.

## Description

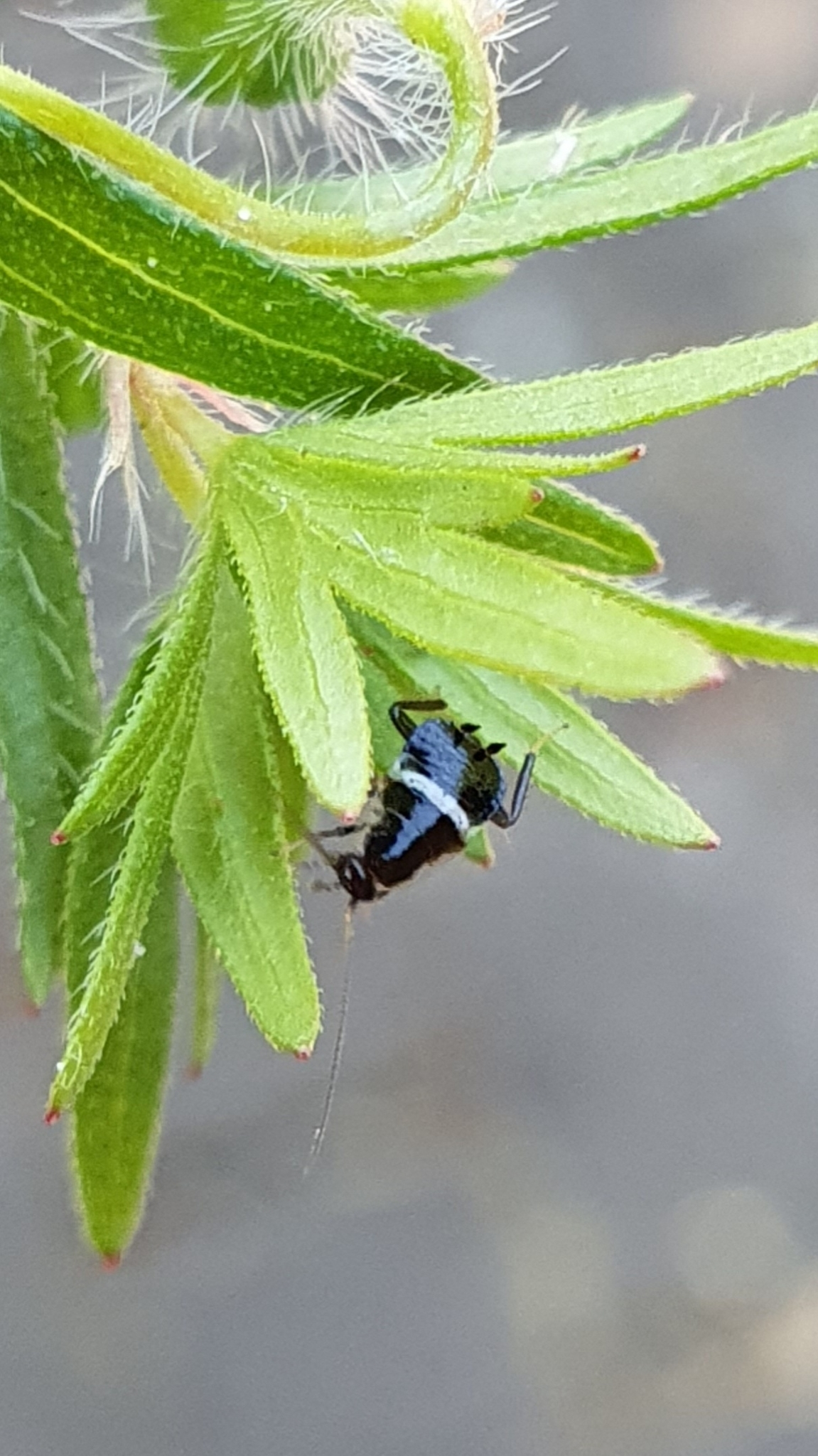
Planuncus tingitanus (Düsseldorf, Allemagne).

Planuncus tingitanus mesure de 6,9 à 10 mm pour les femelles et de 7 à 10 mm pour les mâles. Les larves quant à elles mesurent environ 6 mm.

## Systématique
L'espèce Planuncus tingitanus a été décrite pour la première fois en 1914 par l'entomologiste espagnol Ignacio Bolívar y Urrutia (1850-1944) au rang de sous-espèce sous le protonyme Ectobia perspicillaris tingitana,.
L'espèce Planuncus vinzi a été décrite en 2012 par l'entomologiste français Jean-Philippe Maurel (d) sous le protonyme d’Ectobius vinzi. L'épithète spécifique vinzi lui a été donnée en l'honneur de Vincent Derreumaux, surnommé « Vinz », photographe spécialiste de la macro-photographie, amateur d'insectes et ancien animateur du forum sur les blattes sur le site insecte.org.

## Publications originales
- Pour le taxon Planuncus tingitanus :
  - (es) Ignacio Bolívar, « Dermápteros y ortópteros de Marruecos », Memorias de la Real Sociedad Española de Historia Natural, Madrid, vol. 8, no 5,‎ 18 septembre 1914, p. 157-238 (ISSN 1132-0869, lire en ligne, consulté le 4 janvier 2024).
- Pour le taxon Planuncus vinzi :
  - Jean-Philippe Maurel, « Une nouvelle espèce de blatte découverte dans le département du Lot (France) : Ectobius vinzi nov. sp. (Dictyoptera, Blattellidae, Ectobiinae) », R.A.R.E., vol. 21, no 3,‎ 2012, p. 109-119 (ISSN 1288-5509, lire en ligne).